# Jeremy Glazer
Jeremy Glazer (ur. 1 listopada 1978 w Huntington) – amerykański aktor, producent i scenarzysta telewizyjny i filmowy.

## Życiorys

### Wczesne lata
Urodził się i wychowywał w Huntington w stanie Nowy Jork, na Long Island w rodzinie żydowskiej Rogera Glazera i Evelyn Cohen, emerytowanych nauczycieli szkół zdrowia i wychowania fizycznego. Jego starszy brat Daniel Glazer, był agentem talentów i brokerem nieruchomości komercyjnych w Nowym Jorku.
W okresie dzieciństwa brał udział w wielu zawodach lekkoatletycznych na obozach sportowych w Wirginii Zachodniej. Uczęszczał do Walt Whitman High School, gdzie został wybrany na przewodniczącego klasy drugiej. Występował w szkolnych produkcjach teatralnych, śpiewał w chórze w All County Chorus i grał w tenisa.
Studiował na University of Delaware, a w czasie przerw wakacyjnych pracował w przemyśle rozrywkowym w Los Angeles (stan Kalifornia). Studia ukończył w maju 2000 roku, uzyskując tytuł doktora w dziedzinie nauk komunikacyjnych i teatroznawczych. Miesiąc później powrócił na stałe do Los Angeles, gdzie rozpoczął karierę w branży filmowej – początkowo jako asystent producenta, następnie jako aktor.

### Kariera
W 2006 zadebiutował na Broadwayu w komedii The Little Dog Laughed u boku Johnny’ego Galeckiego. Grał także role teatralne w sztukach takich jak Portret Doriana Graya, Cokolwiek (Anything), 7 Redneck Cheerleaders, Piasek burzy (The Sand Storm) i Scooter Thomas Makes It to the Top of the World. Wystąpił po raz pierwszy na szklanym ekranie w roli Chada w ostatnim sezonie serialu stacji NBC Powrót do Providence (Providence). Po kolejnych gościnnych udziałach w serialach telewizyjnych, w tym Siódmym niebie (7th Heaven), Ostrym dyżurze (ER) i Aniele Ciemności (Angel) – pojawił się na dużym kinowym ekranie jako Artur w komedii What Do We Eat? (2005). Wystąpił potem w filmie wojennym Listy z Iwo Jimy (Letters from Iwo Jima, 2006), wyreżyserowanym przez Clinta Eastwooda, a także w dramacie Roberta Cary Save Me (2007) w głównej roli Treya.

### Życie prywatne
Glazer otwarcie mówi o swoim homoseksualizmie. W listopadzie 2006 roku Los Angeles Daily News napisał na marginesie, że partnerem Glazera jest aktor Chad Allen, z którym to wspólnie wystąpił w filmie Save Me. We wrześniu 2008 roku wywiadzie dla Out.com, Allen stwierdził, że od trzech lat jest w związku z Glazerem.

## Wybrana filmografia

### Filmy fabularne
- 2005: What Do We Eat? jako młody Artur
- 2006: Listy z Iwo Jimy (Letters from Iwo Jima) jako porucznik marynarki morskiej
- 2007: Save Me jako Trey
- 2008: Good Dick jako właściciel kawiarni
- 2009: Kocham cię, Beth Cooper (I Love You, Beth Cooper)
- 2009: The Last Resort jako Jeremy
- 2014: Rozegraj to na luzie (Playing It Cool) jako nowy chłopak
- 2016: My Christmas Love (TV) jako Grant

### Seriale TV
- 2002: Powrót do Providence (Providence) jako Chad
- 2003: Siódmym niebie (7th Heaven) jako Howard Goodman
- 2004: Ostrym dyżurze (ER) jako student medycyny David
- 2004: Aniele Ciemności (Angel) jako prawnik
- 2007: Weronika Mars (Veronica Mars) jako George
- 2008: Wzór (NUMB3RS) jako Clayton Caswell
- 2008: Eli Stone jako Derek
- 2009: Na linii strzału (In Plain Sight) jako Avi Rosenzweig / Andy Roth
- 2009: Dowody zbrodni (Cold Case) jako Steve Wiegen
- 2010: Victoria znaczy zwycięstwo (Victorious) jako Paul
- 2010: Jak poznałem waszą matkę (How I Met Your Mother) jako Bruce
- 2010: Dni naszego życia (Days of Our Lives) jako Jeff Shields
- 2011: CSI: Kryminalne zagadki Nowego Jorku jako Pan Booker
- 2011: Castle jako Nick Keller
- 2011: Gotowe na wszystko jako Geoffrey Mathers
- 2012: Kości (Bones) jako Ben
- 2012: Żar młodości (The Young and The Restless) jako Jeremy
- 2012: CSI: Kryminalne zagadki Las Vegas jako David Winnock
- 2012: Piękna i Bestia (Beauty and the Beast) jako Michael Walters
- 2012: Mentalista jako Steve Berman
- 2013: Pokojówki z Beverly Hills (Devious Maids) jako Zach Fowler
- 2014: Blissville jako Chad
- 2015: Chirurdzy (Grey’s Anatomy) jako Drew Hawkins